# 溝齒鼩
溝齒鼩（学名：Solenodontidae）又名沟齿猥，是哺乳綱鼩形亚目的一種夜行性穴居生物，全歸入溝齒鼩科溝齒鼩屬裡。這些動物都只在加勒比海才有牠們的踪影。它们以昆虫为食物，外形有点像鼩鼱。这个科只有一属，两个种：海地溝齒鼩和古巴溝齒鼩，另外两个种已经灭绝。

## 特征

### 总体
溝齒鼩的身躯看上去有点像巨大粗壮的鼩鼱。它们的身长可达28至39厘米，尾长可达18至26厘米。成年溝齒鼩的体重可达0.8至1千克。毛色从红棕色到黑色不同，古巴溝齒鼩的颜色一般比较深，毛比较软和比较長。尾部和腿部没有毛。
溝齒鼩的脚上有五个脚趾，脚趾上有爪。前脚上的爪明显长于后脚上的，而且是弯的。拇指和其它脚趾不能对起来。溝齒鼩在腋部有腺，发出特殊的味道。

### 头和牙
溝齒鼩头部最显眼的特征是其伸长的鼻子，这个鼻子里有一根鼻骨支持。鼻孔位于鼻子的两侧。溝齒鼩的头和许多食虫动物一样比较窄，拉长，眼睛比较小，耳朵部分区域没有毛，从毛里伸出来。
和其它食虫动物一样溝齒鼩的牙齿尖而锐利，最前面的门齿比较大，它们与其它牙齿之间有一个比较大的空隙（纵裂）。溝齒鼩每边上下各有三枚门齿、一枚犬齿、三枚前臼齿和三枚大臼齿，共40枚牙齿。幼兽出生时长着乳牙。
溝齒鼩和鼩鼱是仅有的高级的有毒哺乳动物。它们的下颚唾腺可以分泌一种神经毒素，通过这种毒素它们也可以捕获比较大的猎物。带有毒素的唾液可以通过第二枚下部门齿内侧的沟注入到猎物的伤口中。

## 分布和生活环境
溝齒鼩是大安的列斯群岛上的特有種。古巴溝齒鼩生活在古巴，海地溝齒鼩生活在伊斯帕尼奥拉岛（多明尼加共和國和海地）。已经灭绝的那两个种至今为止已知的也只生活在这两个岛上。溝齒鼩的生活环境主要是林地，有时它们也生活在灌木丛中或者在庄园附近。

## 生活方式
溝齒鼩主要在夜间的地面上行动，部分时间它们也生活在地下。它们一般在岩石的裂缝、树洞、地洞或者自己挖的洞里睡觉。在交配期外它们不做巢。有时它们也会在地下挖掘复杂的隧道系统作为休息和寻找食物的地方。在地面上它们的行走有点蹒跚，但是在紧急情况下它们也能够快速奔跑。
溝齒鼩能够发出频率在900至31000赫兹的喀喀声，它们可能像鼩鼱一样能够使用这个高频声进行声纳定位。
对溝齒鼩的社群生活的研究很少。已知的是海地溝齒鼩生活在小群中，这样的小群可以达八个动物，它们分享同一栖息地。正在成长的幼兽往往生活在它们的父母的栖息地附近。

## 食物
溝齒鼩在地下或者地表觅食，它们用它们的鼻子翻动地面，有时它们也用它们的爪去挖硬的地面或者树皮。
溝齒鼩是杂食性动物，但是其主要是食肉性的。它们的食物主要是无脊椎动物如馬陸、昆虫或蚯蚓，此外它们也食用脊椎动物如小的爬行动物。它们也食用少量果实和其它植物。

## 繁殖
对溝齒鼩的繁殖所知甚少。雌兽在髋部有一对奶头。交配可能不按照季节，可能周期不规则。雌兽每年可以交配两次，每次怀胎约50天，每胎一至两头幼兽。在分娩前雌兽会筑巢。幼兽最早的几个星期在巢内度过。幼兽出生时重40至55克，没有毛，眼睛还没有睁开。75天后断奶。
溝齒鼩目前已知的最高寿命是在人饲养的情况下获得的，为11年。野生的寿命不明。

## 威胁
人类到达它们生活的岛屿之前它们没有天敌，因此没有防御措施。但是犬、猫和紅頰獴被引入后这些动物成为溝齒鼩巨大的威胁。此外它们的生活环境被改变为农业用地和居住区。
20世纪中古巴溝齒鼩已经被当作灭绝，但是在1970年代里在该岛的东部又发现了少数，虽然如此它们的数量已经非常少了。到1960年代为止海地溝齒鼩还被看作是比较常见的，但是在海地当时其数量也已经大量减少。从1960年代开始这个种的数量也开始降落。
今天尚存的两个种仅在小面积难以到达的地方幸存。國際自然保護聯盟把它们列为濒危。

## 分類

### 外分类
溝齒鼩属于鼩形亚目。关于鼩形亚目内部的关系很复杂。分子生物学研究也没有获得明确的结果，因此溝齒鼩与鼩形亚目内其它动物之间的亲属关系也不很清楚。与溝齒鼩最亲近的是岛鼯属，这个属的动物直至上个千年为止在大安的列斯群岛上分布依然很广，但是现在已经灭绝了。它们在形状上类似鼩鼱。
也许类似岛鼯属和溝齒鼩的动物是从中生代就已经在美洲大陆上普及的一组动物的参与。它们的亲属在大陆上灭绝后仅剩下它们依然生活在岛上。但是至今为止没有任何化石遗迹支持这个假设。

### 内分类
溝齒鼩科本來只是一個亞科，到1882年才由Dobson提昇到科的層次。溝齒鼩科只有溝齒鼩屬一個屬，目前屬於鼩形亚目，但從1999年開始有討論質疑這個分類。溝齒鼩目前四個品種，當中有兩個品種已經滅絕，另外還有兩個品種生存。這些品種詳列如下：
- 大溝齒鼩 (Giant Solenodon，Solenodon arredondoi)†
- 古巴溝齒鼩 (Cuban Solenodon，Solenodon cubanus)
- 馬氏溝齒鼩 (Marcano's Solenodon，Solenodon marcanoi)†
- 海地溝齒鼩 (Hispaniolan Solenodon，Solenodon paradoxus)

目前没有发现任何早于更新世的溝齒鼩化石。

## 书籍
- Ronald M. Nowak: Walker's Mammals of the World. The Johns Hopkins University Press, Baltimore 1999, ISBN 978-0-8018-5789-8.
- Don E. Wilson, DeeAnn M. Reeder (Hrsg.): Mammal Species of the World. 3. Ausgabe. The Johns Hopkins University Press, Baltimore 2005, ISBN 978-0-8018-8221-0.